# MTV España
MTV és un canal de televisió per subscripció espanyol d'origen estatunidenc. Es troba enfocat en l'entreteniment, amb l'emissió de sèries estrangeres, telerealitat de producció original i música. Va sortir en antena el 10 de setembre de 2000 i es troba operat per ViacomCBS Networks EMEAA, al seu torn propietat de ViacomCBS. El canal va estar disponible dins de la televisió digital terrestre entre el 16 de setembre de 2010 i el 7 de febrer de 2014, quan va tornar a la televisió de pagament degut a la seva baixa audiència.
El canal emet des del Regne Unit onté el seu centre d'operacions a Londres, a través de l'organisme regulador OFCOM.

## Història

### Pas per la TDT espanyola
Gràcies a un acord entre Viacom i Vocento, el 3 d'agost de 2010, MTV va començar a emetre en senyal de proves dins de la televisió digital terrestre nacional amb l'emissió de cortinetes, promocions del canal i vídeos musicals de manera ininterrompuda fins que, el 16 de setembre del mateix any, va començar les emissions regulars a la TDT a les 21.00 amb la reemissió dels premis MTV Video Music Awards. Va deixar d'emetre música ininterrompuda, i la seva programació es va basar en programes de telerealitat, sèries humorístiques i programació importada i va deixar de costat la música com a principal font de contingut. El mateix dia, el canal va ser retirat de l'operador de televisió satèl·lit Canal+. Al final, el canal va tornar a la plataforma en el dial 85. L'1 de juliol de 2011, MTV Espanya va adaptar la seva imatge corporativa retirant el nom «Music Television» sota el logotip i el va tallar per la meitat.

### Retorn a la televisió de pagament
El 31 de gener de 2014 es va anunciar que MTV cessaria les seves emissions a la TDT el 7 de febrer del mateix any. Mentre el canal va tornar exclusivament a Canal+, a la resta d'operadores de pagament el canal va ser reemplaçat per un altre de la companyia o suprimit totalment de la programació.
El 7 d'abril de 2014, la freqüència on emetia MTV desapareix a causa de la sentència del Tribunal Suprem de Justícia, promoguda pel Partit Popular d'anul·lar les concessions d'emissió en obert per a nou canals per haver estat atorgades sense les degudes llicències. Per aquest motiu, MTV no va ser substituït per cap altre canal.
El 20 de febrer de 2015 l'operador Movistar TV va incorporar al canal en la seva graella de programació.
Malgrat haver relegat la música a un segon pla, MTV continua emetent música diàriament, amb blocs de programació com «100% MTV», compost enterament per vídeos musicals de gèneres com el R&B, Hip-Hop, EDM, Rock, Indie, entre d'altres. A principi de juny de 2016, aquest bloc va passar a dir-se «MTV Insomnia». A més, el canal emet música en un bloc anomenat «#MañanasMusicalesMTV» des del matí fins a la tarda els caps de setmana. Poc temps després del seu retorn a Canal+, MTV comença a emetre de nou emetre concerts en horari central.
Després de gairebé un any d'exclusivitat a Canal+, el canal es va incorporar el 7 de gener de 2015 a Telecable, i el 20 de febrer a Movistar TV. D'aquesta manera, va continuar formant part de Movistar+ després de la fusió de Canal+ i Movistar TV.
El 1 de desembre de 2015 el canal es va reincorporar al dial 37 de Vodafone TV després de gairebé dos anys d'haver abandonat la seva oferta de canals.
El 7 de setembre de 2016, és llançada el senyal en alta definició d'MTV Espanya en exclusiva per als subscriptors de Vodafone TV i Telecable.

## Programació

### Telerealitat
- Super Shore
- MTV Trolling
- Parejas a la carrera
- Vergüenza ajena: Made in Spain
- A mis 17
- Ahora o nunca ¿qué te gustaría hacer antes de morir?
- Catfish: mentiras en la red
- Padres al control
- Ke$ha: esta es mi vida
- Cita para 3
- Cita con mamá
- Crisis ¿qué crisis?
- Cosas de tíos
- Embarazada a los 16
- HS (True Hollywood Story)
- Jackass
- Los 100 momentos más impactantes de la historia de la música
- Made, ¡Quiero cambiar!
- Megacasas
- Mis Super Dulces 16
- Mis Super Dulces World Class
- Mi vida (True Life)
- MTV @t The Movies
- MTV Cazados
- MTV Exposed
- MTV Pira2
- MTV Tuning
- MTV Tuning España
- Nitro Circus
- Jersey Shore
- Gandía Shore
- Geordie Shore
- Lip Sync Battle
- Paris Hilton's My New Best Friend Forever
- Pimp My Ride
- Plain Jane: Una chica del montón
- Popland
- Savage y el sexo
- Scandalicious
- Teen Mom
- Acapulco Shore
- Todos contra mi
- Los 100 artistas más sexies
- Vaya semanita
- Vergüenza ajena
- La hora chanante
- Vida XXL
- Grossbusters
- Mi ex me tiene ganas
- Ya no estoy gordo
- Yo! MTV Raps.

- Sèries: Crash Canyon, Death Valley, The Inbetweeners (USA), Degrassi: La nueva generación, South Park, Diario Adolescente, Enjaulados, Fallen: El ángel caído, Finales Felices, Hellcats, Héroes, Pequeñas Mentirosas, Kyle XY, Mike Judge's Beavis and Butt-Head, Misfits, Miss Farah, La chica invisible, Las farsantes, Reaper, Snooki & Jwoww, Teen Wolf i The Pauly D Project.

- Música: Top 20 MTV Hits, MTV Videobox, MTV Insomnia, Adivina el año, MTV El vídeo del año, 100% MTV, MTV Zona Festivalera, Behind the music, Short List, Pop Up Video, MTV Videobox Classics, MTV El vídeo del verano, MTV Top 10, Storytellers, El camino, Top 20 MTV Downloads, MTV Push, MTV Most Wanted, MTV Videobox Artistas, MTV Worldstage, MTV Countdowns, Apuestas MTV, Isle of MTV, Camino a los EMA, MTV Video Music Awards, Video Love y Say it in song.

- Reality Gandia Shore - Alaska y Mario- MTV Tuning España.

## Antics presentadors de la cadena
- Claudia González (Select MTV)
- Miguel Such (Select MTV)
- Artur Palomo Ramos (Select MTV)
- Deborah Ombres (MTV Hot)
- Guillem Caballé (MTV Kabuki, MTV Top 20 España)
- Johann Wald (MTV Top 20 España)
- Laura Hayden (MTV Top 20 España, Festivaleros MTV)
- Duo Kie (MTV Tunning España)
- Mario Vaquerizo i Olvido Gara (MTV El vídeo del año)

## Audiències en TDT
|      | gener | febrer | març | abril | maig | juny | juliol | agost | setembre | octubre | novembre | desembre | Mitjana anual |
| ---- | ----- | ------ | ---- | ----- | ---- | ---- | ------ | ----- | -------- | ------- | -------- | -------- | ------------- |
| 2010 | -     | -      | -    | -     | -    | -    | -      | -     | -        | -       | -        | -        | -             |
| 2011 | -     | -      | -    | -     | -    | -    | -      | -     | -        | -       | -        | -        | -             |
| 2012 | 0,6%  | 0,6%   | 0,6% | 0,8%  | 0,7% | 0,7% | 0,8%   | 0,8%  | 0,7%     | 0,7%    | 0,7%     | 0,8%     | 0,7%          |
| 2013 | 0,7%  | 0,5%   | 0,6% | 0,6%  | 0,6% | 0,7% | 0,7%   | 0,7%  | 0,6%     | 0,5%    | 0,6%     | 0,5%     | 0,6%          |
| 2014 | 0,5%  | 0,1%   | -    | -     | -    | -    | -      | -     | -        | -       | -        | -        | 0,05%         |